# Andrea Pignatelli di Cerchiara
Andrea Pignatelli di Cerchiara (Campi Salentina, 1 novembre 1764 – Messico, 1833) è stato un militare italiano.

## Biografia
Nacque il 1° agosto 1764. Fu avviato alla carriera militare da giovanissimo, entrando nei cadetti nel 1776 e venendo spostato ai cadetti di servizio nel 1778. Nel 1783, dopo essere stato spostato in Calabria, ottenne il grado di secondo tenente. Dopo aver ottenuto il grado di maggiore, nel 1791 sposò Irene Vollaro: il matrimonio, non autorizzato dai suoi superiori, costò lui un trasferimento punitivo nella cittadella di Messina. Nei successivi tre anni, la coppia ebbe tre figlie, nessuna delle quali riuscì a superare il primo anno d'età. Nel 1798 nacque la loro prima figlia Maria Carolina e nel 1802 Michele, futuro erede dei titoli nobiliari della famiglia.
Nei primi giorni del 1799 Pignatelli, aiutante di campo del generale Karl Mack, fu mandato a Roma a negoziare con Championnet. Non ottenendo alcuna disponibilità dei francesi a trattare con la monarchia, si apprestò a combattere l'offensiva francese, terminata con la resa napoletana e l'armistizio di Sparanise, firmato anche dallo stesso Pignatelli. Promosso tenente colonnello del reggimento di fanteria Real Principe 1°  e poi del reggimento Principessa, dal 1804 rimase tra Auletta e Lagonegro, partecipando in seguito alla battaglia di Campotenese.

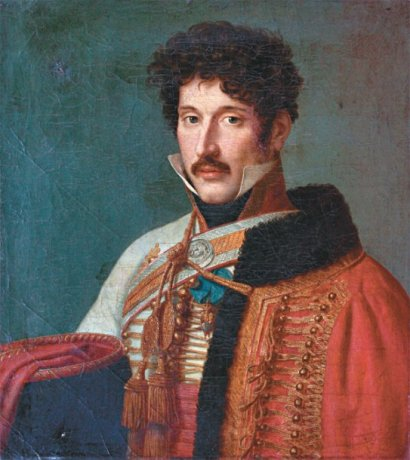
Il generale Manhés, genero di Pignatelli di Cerchiara

Dopo l'arrivo di Giuseppe Bonaparte nel 1806, decise di dare la propria fedeltà al nuovo sovrano: promosso a colonnello, fu prima inviato a Gaeta, poi in Cilento a combattere il brigantaggio e a contrastare i tentativi di sbarco anglo-siciliani. Con l'arrivo di Murat, giunsero lui una promozione a generale di brigata e la decorazione a Commendatore dell'Ordine delle Due Sicilie. Tra il 1809 e il 1813 fu governatore della provincia di Salerno e della provincia di Foggia. Partecipò alla guerra della Sesta coalizione, guidando una delle divisioni napoletane durante gli scontri con i franco-italiani di Eugenio di Beauharnais. Messo nuovamente al comando di una delle divisioni napoletane l'anno seguente, dopo la discesa trionfale delle forze austriache verso il Meridione, fuggì da Napoli assieme alla regina Carolina alla volta della Francia. Dopo la nascita di alcuni dissapori con il marito di sua figlia Laura, il generale Manhés, fece immediatamente ritorno a Napoli con la figlia, al momento incinta. Nonostante alcuni accordi gli avrebbero permesso un reintegro quasi immediato nell'esercito borbonico, non rimase a lungo a Napoli. Dopo aver cercato di sistemarsi a Roma, il 24 ottobre 1817 accompagnò la figlia a Parigi per ricomporre il dissidio con il marito mentre a Napoli i fratelli discutevano le questioni relative al versamento della dote.
Volendo fuggire dalle difficoltà economiche, partì per l'America nel 1821: tentò prima di stabilirsi a Filadelfia ma in seguito optò per Città del Messico. Tentò, spacciandosi per un altro membro della famiglia Pignatelli, di ottenere denaro e possedimenti di un suo lontano parente. La pronta reazione dei legittimi proprietari, che lo denunciarono alle autorità statunitensi, mandò i frantumi i suoi progetti. Dopo aver perso la causa intentata contro di lui, si rifiutò di lasciare il Messico, divenendo un influente membro della comunità straniera della città prima del 1826. La sua data di morte non è certa, ma è stimata tra il 1832 e il 1833.